# Fashion Sakala
Pour les articles homonymes, voir Sakala (homonymie).
Junior Fashion Sakala est un footballeur international zambien né le 14 mars 1997 à Chipata. Il évolue au poste d'attaquant à Al-Fayha FC.

## Biographie

### En club
Il participe à la Ligue des champions d'Afrique avec le Zanaco FC.

### En équipe nationale
Avec les moins de 20 ans, il participe à la Coupe d'Afrique des nations junior en 2017. Lors de cette compétition, il joue cinq matchs. Il inscrit un doublé contre le Mali, puis un but contre l'Égypte. La Zambie remporte le tournoi en battant le Sénégal en finale.
Il dispute ensuite la Coupe du monde des moins de 20 ans 2017 organisée en Corée du Sud. Lors du mondial junior, il marque contre le Portugal, l'Iran, l'Allemagne et l'Italie. La Zambie atteint les quarts de finale du mondial.  En décembre 2023, il est retenu dans la liste des vingt-sept joueurs zambiens sélectionnés par Avram Grant pour disputer la Coupe d'Afrique des nations 2023.

## Palmarès
- Vainqueur de la Coupe d'Afrique des nations junior en 2017 avec l'équipe de Zambie
- Finaliste de la Ligue Europa en 2022 avec le Rangers FC
- Vainqueur de la Coupe d'Écosse en 2022 avec Rangers FC
- Finaliste de la Coupe de la Ligue écossaise en 2023 avec Rangers FC
- Vice-champion de la Scottish Premiership en 2023 avec Rangers FC.

### Distinction personnelle
Il fait partie de l'équipe-type de la Membre de l'équipe-type de la CAN U20 2017